# Kolej Luanda – Malanje
Linia kolejowa Luanda – Malanje (port. Caminho de Ferro de Luanda, CFL) – linia kolejowa w Angoli położona w północnej części kraju. Łączy Luandę, stolice Angoli, z Malanje. Liczy 424 km lub 425 km.
Od stacji Zenza odchodzi 55-kilometrowa odnoga do stacji Dondo.
Linią zarządza przedsiębiorstwo Caminho de Ferro de Luanda.

## Historia
Linia pierwotnie była znana pod nazwą Ambaca. Przy jej budowie i eksploatacji rząd portugalski oparł się na partnerstwie publiczno-prywatnym z inwestorami brytyjskimi, podobnie jak w przypadku innych linii eksploatowanych na kontynencie.
Budowę linii rozpoczęto w 1886 roku. Zastosowano wówczas rozstaw 1000 mm.
Pierwszy 45-kilometrowy odcinek łączący Luandę z Fundą otwarto w 1888 roku. W następnych latach linia była przedłużana do Lucali w 1901, Matete w 1907, Malanje w 1909.
W 1915 otwarto odgałęzienie łączące Canhoca z Golungo Alto długości 31 km i o rozstawie 600 mm.
W 1925 otwarto odgałęzienie od 21 km linii głównej do Calumbo długości 30 km.
W 1918 kolej znacjonalizowano.
W 1944 otwarto odgałęzienie łączące Zenza z Dondo długości 55 km.
W 1960 roku linię przekuto z rozstawu metrowego (1000 mm) na przylądkowy (1067 mm).
Linia została zniszczona podczas wojny domowej.
W 2010 kolej otwarto ponownie.

## Przewozy
Wykorzystywana jest w ruch pasażerskim i towarowym.
W 2014 kolej przewiozła prawie 3,5 miliona pasażerów.
W 2019 roku kolej przewiozła 1 660 981 pasażerów i 19 328 ton towarów. Stanowi to 40,5% wszystkich pasażerów kolei w Angoli oraz 6,4% wszystkich towarów przewiezionych koleją w Angoli.